# Teoria dell'igiene razziale

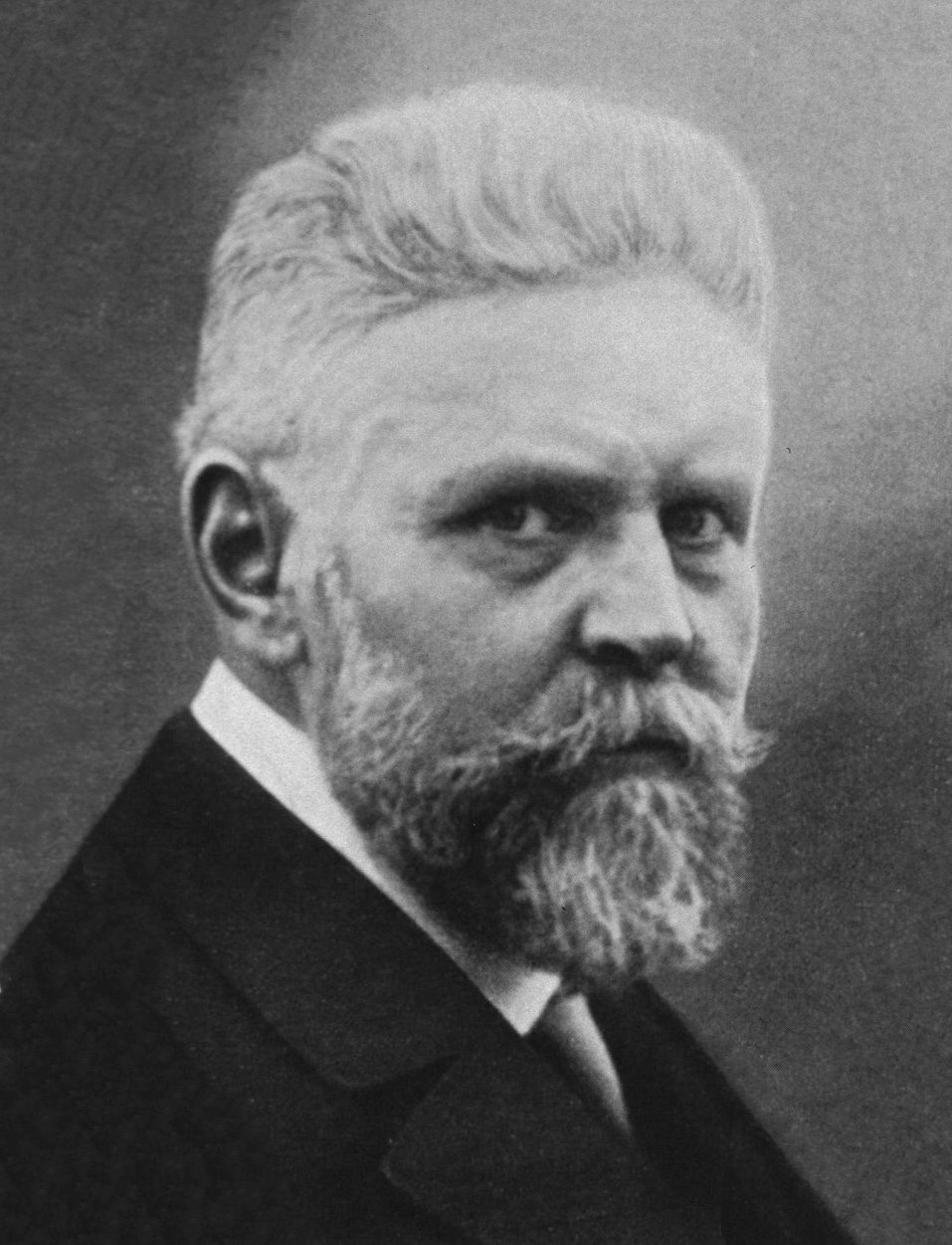
Alfred Ploetz ha introdotto il termine "igiene razziale" nel 1895

La teoria dell'igiene razziale è stata utilizzata per descrivere un approccio all'eugenetica all'inizio del XX secolo, che ha trovato la sua più ampia attuazione nella Germania nazista con le teorie appunto dell'eugenetica nazista. È stata caratterizzata dagli sforzi per evitare l'incrocio delle razze, spesso motivata dalla convinzione dell'esistenza di una gerarchia razziale e dal relativo timore che le "razze inferiori" avrebbero "contaminato" quella "superiore".
Come con la maggior parte degli eugenetisti dell'epoca, gli igienisti razziali credevano che la mancanza di eugenetica avrebbe portato a una rapida degenerazione sociale e al declino della civiltà a causa della diffusione di caratteristiche inferiori.

## Sviluppo della teoria
L'eugenista tedesco Alfred Ploetz introdusse il termine "igiene razziale" (Rassenhygiene) nel 1895 nei suoi Fondamenti di igiene razziale (Grundlinien einer Rassenhygiene). Discusse dell'importanza di evitare le "forze controselettive" come la guerra, la consanguineità, l'assistenza sanitaria gratuita per i poveri, l'alcool e le malattie veneree. Nella sua prima incarnazione era più preoccupato dal tasso di natalità in calo dello stato tedesco, dal numero crescente di malati di mente e disabili negli istituti statali (e dai loro conseguenti costi per lo stato), piuttosto che dalla "questione ebraica" o dalla "degenerazione della razza nordica" (Entnordung) che avrebbe dominato la sua filosofia in Germania dagli anni '20 fino alla seconda guerra mondiale.
Durante gli ultimi anni del XIX secolo, Alfred Ploetz e Wilhelm Schallmayer considerarono alcune persone inferiori e si opposero alla loro capacità di procreazione: questi teorici conclusero che tutti i comportamenti umani, inclusi il crimine, l'alcolismo e il divorzio, fossero causati dalla genetica.

## Nella Germania nazista

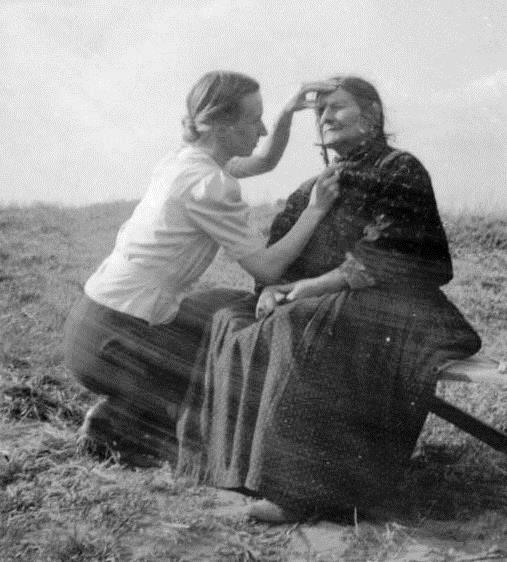
Eva Justin controlla le caratteristiche facciali di una donna rom, come parte dei suoi "studi razziali"

Durante gli anni '30 e '40 gli istituti della Germania nazista hanno approfondito la genetica, creando dei registri genetici e ricercando i gemelli. Gli scienziati nazisti hanno anche studiato il sangue e sviluppato diverse teorie sulla presunta specificità razziale dei gruppi sanguigni, con l'obiettivo di distinguere un "ariano" da un ebreo tramite l'esame del sangue.
Negli anni '40 Josef Mengele, medico delle Schutzstaffel, fornì alcuni resti umani prelevati da Auschwitz (sangue, arti e altre parti del corpo) per essere studiati negli altri istituti. Sfruttando l'igiene razziale come giustificazione, gli scienziati hanno usato i prigionieri di Auschwitz e degli altri campi di concentramento come soggetti di prova per i loro esperimenti umani.
Nella propaganda nazista, il termine "razza" era spesso usato in modo intercambiabile per indicare sia l'ariano o il germanico Übermenschen, che si diceva rappresentasse una razza superiore ideale, pura, e soprattutto biologicamente superiore a tutte le altre razze. Negli anni '30, con l'eugenista Ernst Rüdin, l'ideologia nazionalsocialista abbracciò quest'ultimo uso di "igiene razziale", che richiedeva la purezza razziale ariana condannando l'incrocio delle razze. La convinzione dell'importanza della purezza razziale tedesca servì spesso come spina dorsale teorica delle politiche naziste di superiorità razziale e successivamente di genocidio. Le politiche razziali iniziarono nel 1935, quando i nazionalsocialisti promulgarono le leggi di Norimberga, che legiferavano sulla purezza razziale vietando i rapporti sessuali e i matrimoni tra ariani e non ariani (Rassenschande).
Le teorie sull'igiene razziale portarono a un elaborato programma di sterilizzazione, con l'obiettivo di eliminare quelle che i nazisti consideravano le malattie dannose per la razza umana. Gli individui sterilizzati, secondo i nazisti, non avrebbero trasmesso le loro malattie ai loro figli. La legge sulla sterilizzazione, approvata il 14 luglio 1933, nota anche come Legge per la Prevenzione della Prole con malattie ereditarie, prevedeva la sterilizzazione di qualsiasi persona che avesse una malattia geneticamente determinata. La legge sulla sterilizzazione è stata redatta da alcuni dei massimi igienisti razziali tedeschi, tra cui: Fritz Lenz, Alfred Ploetz, Ernst Rüdin, Heinrich Himmler, Gerhard Wagner e Fritz Thyssen.
Robert Proctor ha dimostrato che l'elenco delle malattie prese di mira dalla legge includeva «la debolezza mentale, la schizofrenia, la depressione maniacale, l'epilessia, la malattia di Huntington, la cecità genetica e "l'alcolismo grave".» Il numero stimato di cittadini sterilizzati nella Germania nazista varia da 350000 a 400000. Come risultato della legge sulla sterilizzazione, la medicina e la ricerca sulla sterilizzazione divennero presto una delle maggiori industrie mediche.

### L'Olocausto

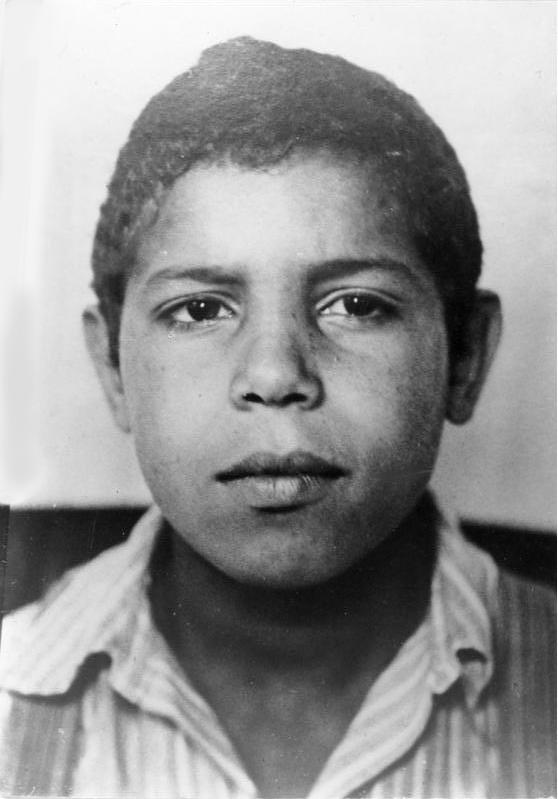
Giovane renano classificato come un bastardo della Renania ed ereditariamente inadatto secondo il regime nazista a causa della sua mescolanza razziale

Gli igienisti razziali hanno svolto un ruolo chiave nell'Olocausto, lo sforzo nazionalsocialista tedesco per epurare l'Europa da ebrei, rom, slavi, neri, persone di razza mista e disabili fisici o intellettuali. Nel programma Aktion T4, Hitler ordinò l'esecuzione dei pazienti malati di mente mediante l'eutanasia, motivando le morti per ictus e malattie. I metodi e le attrezzature utilizzate per l'omicidio delle migliaia di malati di mente furono poi trasferiti nei campi di concentramento, perché i metodi e le risorse necessarie per uccidere in modo efficiente un gran numero di persone esistevano e si erano rivelati efficaci. Le infermiere e il personale che avevano assistito e compiuto gli omicidi furono poi spostati insieme alle camere a gas nei campi di concentramento, che venivano costruiti per poter replicare ripetutamente gli omicidi di massa.

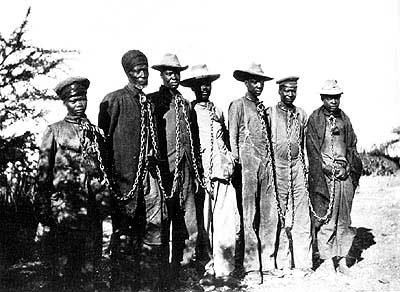
Herero incatenati dai rapitori tedeschi durante la ribellione del 1904 nell'Africa sudoccidentale

I medici che hanno condotto gli esperimenti sui prigionieri nei campi di concentramento si sono specializzati nell'igiene razziale e hanno utilizzato la presunta forma di scienza a sostegno dei loro esperimenti medici. Alcuni degli esperimenti sono stati utilizzati per la ricerca medica generale, ad esempio iniettando nei prigionieri delle malattie note per testare i vaccini o le possibili cure.
Altri esperimenti furono usati per promuovere la strategia di guerra dei tedeschi mettendo i prigionieri in camere sotto vuoto per descrivere cosa potesse succedere ai corpi dei piloti se fossero stati espulsi ad alta quota o immergendo i prigionieri in acqua ghiacciata per osservare quanto sarebbero sopravvissuti e quali materiali potessero essere usati per prolungare la vita se indossati dai piloti tedeschi abbattuti sul Canale della Manica. I precursori di questa nozione furono i precedenti esperimenti che i medici tedeschi eseguirono sui prigionieri di guerra africani nei campi di concentramento in Namibia durante il genocidio degli Herero e dei Nama.
Un aspetto chiave del nazionalsocialismo fu il concetto di igiene razziale elevato a filosofia primaria della comunità medica tedesca, in primo luogo dai medici attivisti all'interno della professione medica, più in particolare tra gli psichiatri: questo aspetto è stato poi codificato e istituzionalizzato durante e dopo l'ascesa al potere dei nazisti nel 1933, durante il processo di Gleichschaltung (letteralmente, "coordinamento" o "unificazione"), che ha razionalizzato la professione di igiene medica e mentale (salute mentale) in una rigida gerarchia con la leadership sancita dai nazionalsocialisti al vertice.
Il progetto per l'atteggiamento del nazismo nei confronti delle altre razze è stato scritto da Erwin Baur, Fritz Lenz e Eugen Fischer e pubblicato con il titolo Human Heredity Theory and Racial Hygiene (1936).

## Dopo la seconda guerra mondiale
Dopo la seconda guerra mondiale, l'idea di "igiene razziale" non fu promossa. L'ideologia razzista fu denunciata da molti come non scientifica, ma continuarono ad esserci sostenitori e fautori dell'eugenetica anche dopo che vi era una diffusa consapevolezza della natura dell'eugenetica nazista. Dopo il 1945, tra i sostenitori dell'eugenetica ci furono Julian Huxley e Marie Stopes, che in genere minimizzavano gli aspetti razziali delle loro teorie.

### Approfondimenti
- John Glad, Future Human Evolution: Eugenics in the Twenty-First Century (PDF), Hermitage Publishers, 2008.
- J. Joseph, The Gene Illusion: Genetic Research in Psychiatry and Psychology Under the Microscope, New York, Algora, PCCS Books, 2004.
- J. Joseph, The Missing Gene: Psychiatry, Heredity, and the Fruitless Search for Genes, New York, Algora, 2006.
- Diane B. Paul, Controlling Human Heredity, 1865 to the Present, New Jersey, Humanities Press, 1995.
- Robert Proctor, Racial Hygiene: Medicine Under the Nazis, Cambridge, Harvard University Press, 1988, ISBN 978-0674745780.